# Weterynarz Fred
Weterynarz Fred (ang. Fetch the Vet, 2000–2003) – brytyjski serial animowany.

## Postacie
- Fred (ang. Tom Fetch) – weterynarz, często pomaga innym. Ma ciemne włosy, a poza gabinetem nosi szary sweter, brązowe spodnie i zieloną kurtkę. Jeździ zielonym samochodem.
- Adela (ang. Kara) – recepcjonistka w klinice weterynaryjnej, ma czarne włosy i ciemną skórę.
- Marek (ang. George) – przyjaciel Freda, mieszka na farmie.
- Kuba (ang. Joe) – syn Marka, przyjaciel Anity i Magdy.
- Anita (ang. Pippa) – przyjaciółka Kuby, kocha zwierzęta i w przyszłości chce zostać weterynarzem. Ma ciemne blond włosy, nosi zielone spodnie i niebieską bluzkę.
- Magda (ang. Lucy) – mała dziewczynka, siostra Anity, ma krótkie, czarne włosy, nosi żółtą bluzkę i różowe ogrodniczki. Kuba nazywa ją „Kędziorek”. Ma pluszową świnkę, którą nazywa „Okruszek”.
- Pan Zwierzyk (ang. Lionel Froggatt) – prowadzi sklep zoologiczny.
- Pani Violetta (ang. Violet Blush) – pisarka romansów, ma fioła na punkcie swoich kotów, bardzo się o nie martwi i wciąż wozi do kliniki, przez co denerwuje innych ludzi. Jeździ fioletowym samochodem.

## Zwierzęta
- Karat (ang. Mitch) – pasterski pies Kuby i Marka.
- Frykas (ang. Trevor) – kozioł Kuby i Marka, bardzo lubi go Magda, nieraz ucieka z farmy. Uwielbia jeść, zwłaszcza marchewki.
- Emir – pies Adeli.
- Iggy (czyt. Igi) – iguana pana Zwierzyka.
- Kolumb (ang. Columbus) – papuga ze sklepu pana Zwierzyka. Całe dnie przesiaduje na żerdce w sklepie i sprawia właścicielowi kłopoty.
- Romeo, Dante i Carmen – koty pani Violetty, bardzo przez nią rozpieszczane. Pierwszy jest rudy, a dwa pozostałe - szare.
- Miśka – koń Marka.
- Berta – krowa Marka.

## Wersja polska
Opracowanie: Telewizja Polska Agencja Filmowa

Reżyseria: Andrzej Bogusz

Tłumaczenie: Piotr Mielańczuk

Dialogi: Dorota Dziadkiewicz

Dźwięk: Jakub Milencki

Montaż: Zofia Dmoch

Kierownik produkcji: Monika Wojtysiak

Tekst piosenki: Wiesława Sujkowska

Opracowanie muzyczne: Eugeniusz Majchrzak

Śpiewał: Krzysztof Mielańczuk

Wystąpili:
- Krzysztof Strużycki – Fred
- Marek Barbasiewicz – Marek
- Leszek Zduń – Kuba
- Beata Jankowska-Tzimas – Anita
- Anna Apostolakis-Gluzińska – Magda
- Jacek Jarosz – pan Zwierzyk
- Joanna Orzeszkowska – Papuga
- Barbara Sołtysik – Adela
- Grażyna Marzec – Pani Violetta
- Grzegorz Wons – Redaktor (odc. 21)

i inni
Lektor: Andrzej Bogusz

## Spis odcinków
| Nr             | Polski tytuł               | Angielski tytuł           |
| -------------- | -------------------------- | ------------------------- |
|                |                            |                           |
| SERIA PIERWSZA |                            |                           |
|                |                            |                           |
| 01             | Nagły przypadek            | A Busy Day for Fetch      |
|                |                            |                           |
| 02             | Wystawa zwierząt           | Poor Mitch                |
|                |                            |                           |
| 03             | Inspekcja                  | Froggatt in a Flap        |
|                |                            |                           |
| 04             | Marchewki                  | Carrots                   |
|                |                            |                           |
| 05             | Zagorzały kibic            | Football Crazy            |
|                |                            |                           |
| 06             | Gdzie jest Fred?           | Where’s Fetch?            |
|                |                            |                           |
| 07             | Wolny dzień                | Something’s in the Air    |
|                |                            |                           |
| 08             | Wielki potwór              | The Duckhurst Monster     |
|                |                            |                           |
| 09             | Upał                       | Heat Wave                 |
|                |                            |                           |
| 10             | Papuga na sprzedaż         | Parrot for Sale           |
|                |                            |                           |
| 11             | Gdzie jest kozioł?         | Catch the Goat            |
|                |                            |                           |
| 12             | Violetta w tarapatach      | Violet Has an Accident    |
|                |                            |                           |
| 13             | Na ratunek                 | Mitch the Hero            |
|                |                            |                           |
| 14             | Złodziej kotów             | The Cat Burglar           |
|                |                            |                           |
| 15             | Węże i drabiny             | Snakes and Ladders        |
|                |                            |                           |
| 16             | Fred opiekuje się Kolumbem | Fetch the Babysitter      |
|                |                            |                           |
| 17             | Violetta pomaga w klinice  | Violet Takes Over         |
|                |                            |                           |
| 18             | Kolumb rusza w drogę       | Columbus Travels          |
|                |                            |                           |
| 19             | Pająk                      | Lionel’s New Friend       |
|                |                            |                           |
| 20             | Ruszaj się, Iggy!          | Iggy Gets Fit             |
|                |                            |                           |
| 21             | Gwiazda ekranu             | Fetch on TV               |
|                |                            |                           |
| 22             | Nie mówcie doktorowi       | Don’t Tell Fetch          |
|                |                            |                           |
| 23             | Adela w akcji              | Emergency for Adela       |
|                |                            |                           |
| 24             | Madzia                     | Blizzard                  |
|                |                            |                           |
| 25             | Niespodzianka dla Freda    | Surprise the Vet          |
|                |                            |                           |
| 26             | Moneta na szczęście        | Happy Christmas Duckhurst |
|                |                            |                           |